# Campeonato Europeo de Tiro con Arco al Aire Libre de 1990
El XI Campeonato Europeo de Tiro con Arco al Aire Libre se celebró en Barcelona (España) entre el 26 y el 28 de junio de 1990 bajo la organización de la Unión Europea de Tiro con Arco (WAE) y la Real Federación Española de Tiro con Arco.
Las competiciones se realizaron en las instalaciones del Real Club de Polo de la ciudad catalana.

## Resultados

### Masculino
| Evento                  | Oro                                                       | Plata                                                   | Bronce                                                     |
| ----------------------- | --------------------------------------------------------- | ------------------------------------------------------- | ---------------------------------------------------------- |
| Arco recurvo individual | Stanislav Zabrodsky URSS                                  | Ilario Di Buò · Italia                                  | Erwin Verstegen · Países Bajos                             |
| Arco recurvo por equipo | Stanislav Zabrodsky Vladimir Yesheyev Vadim Shikarev URSS | Andrea Parenti · Claudio Bossi · Ilario Di Buò · Italia | Henk Vogels · Berny Camps · Erwin Verstegen · Países Bajos |

### Femenino
| Evento                  | Oro                                                           | Plata                                                     | Bronce                                     |
| ----------------------- | ------------------------------------------------------------- | --------------------------------------------------------- | ------------------------------------------ |
| Arco recurvo individual | Natalia Nasaridze URSS                                        | Liudmila Arzhannikova URSS                                | Jatuna Kvrivishvili URSS                   |
| Arco recurvo por equipo | Liudmila Arzhannikova Vera Kolesnikova Natalia Nasaridze URSS | Christa Bäckman · Jenny Sjöwall · Petra Ericsson · Suecia | Zehra Öktem Elif Ekşi Belgin Özbaş Turquía |

## Medallero
| Núm. | País         | Oro | Plata | Bronce | Total |
| ---- | ------------ | --- | ----- | ------ | ----- |
| 1    | URSS         | 4   | 1     | 1      | 6     |
| 2    | Italia       | 0   | 2     | 0      | 2     |
| 3    | Suecia       | 0   | 1     | 0      | 1     |
| 4    | Países Bajos | 0   | 0     | 2      | 2     |
| 5    | Turquía      | 0   | 0     | 1      | 1     |
|      | TOTAL        | 4   | 4     | 4      | 12    |